# さんふらわあ こがね
さんふらわあ こがねは、関西汽船が運航していたフェリー。神戸（阪神）-松山-別府航路に就航した。

## 概要
関西汽船最後の客船となったあいぼり丸、こばると丸の代船として、僚船のさんふらわあ にしきとともにカナサシ豊橋工場で建造され、1992年8月3日に神戸（阪神） - 松山 - 別府航路に就航した。
本船およびにしきの就航で、当時3往復運航されていた神戸（阪神） - 別府航路が全便フェリー化された。
ダイヤモンドフェリーのブルーダイヤモンド、スターダイヤモンドと準同型船である。
2007年11月21日からダイヤモンドフェリー担当便で運航され、にしきと交互に就航していた。その後、2008年2月のドック入りの際にダイヤモンドフェリーへ移籍、ファンネルマークもダイヤモンドフェリーのDマークに変更された。
関西汽船とダイヤモンドフェリーのフェリーさんふらわあへの統合により、2009年11月1日からフェリーさんふらわあによる運航となったが、2010年2月に寄港便の廃止による減便で運航を終了した。
その後、海外売船され、フィリピンのスーパーフェリーでSUPERFERRY 20として就航した。 2012年にはネグロス・ナビゲーションに移籍してSt Gregory The Greatとなり2GOブランドで運航されていたが、2013年6月13日、シエット・ペカドス諸島付近で座礁、機関室に浸水し、イロイロ港へ曳航された。2015年、バングラデシュにて解体された。

## 船内
デッキは7層で、上部から羅針儀甲板、航海船橋甲板、A・B・C・D・E甲板と呼称されており、航海船橋甲板が操舵区画、A・B甲板が船室区画、C甲板とD甲板前部がドライバー区画および乗組員区画、D甲板後部とE甲板が車両積載区画となっていた。E甲板の船首部にバウドアとランプウェイドアを、船尾左右両舷にサイドランプウェイドアを装備されていた。船内インテリアはセミクラシックなヨーロピアンリゾートを同型2隻のイメージコンセプトに据えヨーロッパ文化を思わせる統一感を持たせる形とし、本船はベートーベンのような荘厳で重厚なイメージを施した。
Aデッキ
- デラックスルーム（2名×2室） - 右舷側をピンク系・左舷側をブルー系のインテリアとした[4]。
- 特等室（2名×3室、1名×4室）
- 1等室（4名×12室）
- 2等寝台（12名×24室）
- 2等客室（5室）
- ラウンジ

Bデッキ
- 特等（2名×3室）
- 1等室（2名×18室）
- 2等客室（8室）
- エントランスホール
- 案内所
- 売店
- レストラン（188席）
- ビジネスコーナー - ライティングデスク、ファクシミリ、コピー機を設置
- ホール「こがねホール」

Cデッキ
- ドライバー室
- ドライバー浴室

## 事故・インシデント
2007年10月7日、22時15分ごろ、上り便で運航中の本船は松山港第2岸壁へ接岸する際、左舷船尾部が防衝工へ衝突した。衝突により本船は左舷船尾部外板に亀裂および破口を生じ，防衝工は基部のコンクリートが損傷した。原因は操船に当たっていた研修中の船長がサイドスラスターのダイヤルの回転方向を誤って操作したためであった。